# Купьеватовский сельский совет
Купьеватовский сельский совет (укр. Куп'єватівська сільська рада) — входит в состав
Глобинского района
Полтавской области
Украины.
Административный центр сельского совета находится в 
с. Купьеватое.

## История
- 1923 — дата образования.

## Населённые пункты совета
- с. Купьеватое
- с. Демидовка
- с. Лукашовка
- с. Майдановка
- с. Маниловское